# Amnesia: The Dark Descent
Amnesia: The Dark Descent (antes conhecido como Lux Tenebras ou Unknown) é um jogo de ação e aventura e survival horror da Frictional Games, que já havia trabalhado na série Penumbra. O jogo foi lançado para Windows, Mac OS X e Linux em 2010. Em 2016 saiu também para PlayStation 4 e em 2018 para Xbox One. O jogo coloca seu protagonista chamado Daniel para explorar um castelo sombrio, enquanto mantém sua sanidade, foge de monstros e recupera sua memória.
Originalmente, o jogo estava sendo vendido por distribuição digital, mas atualmente o jogo está sendo vendido no varejo desde que a 1C Company começou a publicar o jogo na Rússia e no Leste da Europa, como a THQ na América do Norte. Cinco contos ambientados no mundo do jogo, escrito por Mikael Hedberg e artistas, também foram disponibilizados.

## Jogabilidade
Amnesia: The Dark Descent é jogado em modo singleplayer com possui uma perspectiva em primeira pessoa, no jogo você não possuirá nenhuma arma, pois apenas seu raciocínio e sua inteligência estarão a seu favor. O jogo mantém os elementos de interação com objetos do cenário que respondem à física, usado nos jogos da série Penumbra, títulos anteriores da desenvolvedora.
O jogo possui a sanidade como um dos elementos principais. O jogador poderá esconder-se atrás de portas, dentro de armários, coletar objetos, fugir de monstros e completar puzzles. Além disso, o contato visual com monstros deve ser evitado ao máximo, pois isso causa uma queda na sanidade mental do protagonista, o que pode causar o desmaio do mesmo. O jogo é repleto de ambientes bastante escuros e que devem ser evitados de ficar por longos períodos, pois a mecânica da sanidade força o jogador à procurar locais mais iluminados ou fontes de luz como tochas para recuperar seus pontos de sanidade.

## Enredo
Amnesia: The Dark Descent se passa no ano de 1839 no então castelo prussiano de Brannenburg.  Você irá encarnar um personagem chamado Daniel, que no começo do jogo está desorientado, sem memória e com pensamentos de que algo ou alguém o está perseguindo. Pouco após acordar, Daniel encontra uma anotação que escreveu para si próprio, que o informa que ele propositalmente apagou sua memória, que está sendo caçado por uma "Sombra" e que ele deve ir aos interiores do castelo para matar seu barão, Aleksander. Daniel deverá então explorar um escuro castelo, coletando anotações sobre os acontecimentos sombrios daquele lugar, descobrindo mais detalhes e mistérios sobre o seu barão e seus experimentos. evitando monstros e outros obstáculos incluindo a própria escuridão, resolvendo enigmas, e, aos poucos, recuperando sua memória.

## Recepção
O jogo recebeu críticas positivas, recebendo três prêmios do Independent Games Festival e numerosas análises.

## Conteúdo Extra e Sequência

### Amnesia: Justine
É uma expansão com a mesma temática da amnésia como ponto principal. No começo do jogo você irá controlar uma mulher que está com amnésia, e acorda presa em uma cela. Existe um fonógrafo com gravações de uma pessoa chamada Justine que informa ao jogador que ela foi submetida à um teste psicológico.

### Amnesia: A Machine for Pigs
É uma sequência indireta de Amnesia: The Dark Descent, embora se passe no mesmo universo deste, Amnesia: A Machine for Pigs se situa em uma outra época e conta uma história diferente, com outros personagens. Foi desenvolvido pela The Chinese Room, publicado pela Frictional Games e lançado em setembro de 2013.